# Fédération internationale de judo
Pour les articles homonymes, voir FIJ et IJF.
La Fédération internationale de judo ou FIJ, (couramment désignée par le sigle anglais IJF pour International Judo Federation) est une association qui regroupe les fédérations nationales membres dans le monde. Son rôle est de gérer et développer le judo à l'échelon international.
Cette fédération est née en 1951 sur le modèle déjà établi de la Fédération européenne de judo créée en 1948. Sa création répondait à une volonté de diffuser la pratique du judo en Europe dans un premier temps, puis de fixer les règles du sport traditionnel créé par Jigoro Kano en 1882.
L'IJF rassemble aujourd'hui 204 fédérations nationales. Son siège est à Budapest (Hongrie) depuis 2019 (précédemment en Suisse, Lausanne).

## Histoire
Après la Seconde Guerre mondiale, la volonté de diffuser le judo hors du Japon se fait de plus en plus grande. Ainsi est évoquée la possibilité de fonder une fédération européenne par les japonais Gunji Koizumi (fondateur du premier club de judo en Europe au Royaume-Uni, le Budokawai) et Risei Kano (fils du fondateur du judo Jigoro Kano). C'est en 1932 que l'Union européenne de judo (EJU) est créée. Elle se reconstitue en 1948 sous l'impulsion de quatre pays signataires : Royaume-Uni, Autriche, Pays-Bas et Italie. La France demeure dans un premier temps un pays observateur pour des raisons de politique interne dictée par Kawaishi. Progressivement, de nouveaux pays adhèrent à la Fédération européenne mais avec le désir de l'Argentine de rejoindre l'association, un caractère international est nécessaire pour permettre l'extension des adhésions.
En 1951, la Fédération européenne laisse la place à la Fédération internationale de judo dont le premier président est l'italien Aldo Tori. Il est écarté de la présidence par Paul Bonét-Maury (France) qui offre le poste à Risei Kano alors que le Japon n'est pas adhérent de la FIJ. Les premiers  Championnats du monde de judo ont lieu à Tokyo en 1956.
Depuis 2009, la FIJ organise chaque année les Championnats du Monde et le Judo World Tour composé de cinq Grand Prix, quatre tournois du Grand Chelem, un tournoi de maître et un tournoi ouvert Continental.
La fédération entretient son temple de la renommée : le IJF Hall of Fame.
En 2011, la FIJ attribue 5 000 dollars (3 510 euros) pour le vainqueur d'un Grand chelem comme celui de Paris, 3 000 dollars pour un Grand prix, 400 dollars pour un troisième place. Peu diffusé sur les chaines de télévision, le judo peine à s'imposer dans le paysage médiatique. Seuls les judokas les plus en vue vivent de leur discipline correctement.
la FIJ met en place en 2009 un classement mondial des judokas par catégorie ((en) ranking-list ).
Le président de la Fédération internationale de judo, Marius Vizer, a demandé aux responsables du judo japonais de réformer leur organisation nationale. La Fédération japonaise de judo (AJJF) doit faire face en 2013 à des scandales de violence, de harcèlement sexuel et de détournement de fonds.
En opposition au MMA, le secrétaire général de la Fédération internationale de judo, Jean-Luc Rougé, a décrété en 2014 que « tout judoka classé dans la ranking list, le classement mondial calqué sur l’Association of Tennis Professionals (ATP), n’est pas autorisé à s’engager dans une compétition internationale d’un sport de combat autre que le judo ».

## Fédérations membres
En 2020, la fédération regroupe 204 nations .
| Afrique African Judo Union Members (54) | Amériques Panamerican Judo Confederation Members (35) | Asie Judo Union of Asia Members (44) | Europe European Judo Union Members (51) | Océanie Oceania Judo Union Members (20) |
| --- | --- | --- | --- | --- |
| - Algérie (Algerian Judo federation) - Angola (Federacao Angolana de Judo) - Bénin (Federation Beninoise de Judo) - Botswana (Botswana Judo Federation) - Burkina Faso (Federation Burkinabe de Judo) - Burundi (Federation Burundaise de Judo) - Cameroun (Federation Camerounaise de Judo) - Cap-Vert (Associação Regional de Judo de Santiago Sul) - République centrafricaine (Non Profit Association) - Tchad (Fédération Tchadienne de Judo) - Comores (Federation Comorienne de Judo et Disciplines Assimilées) - République du Congo (Fédération de la République du Congo de Judo) - Djibouti (Federation Djiboutienne de Judo & Disciplines Associees) - République démocratique du Congo (Federation Congolaise de Judo) - Égypte (Egyptian Judo, Aikido, and Sumo Federation) - Guinée équatoriale (Federacion Ecuatoguinéenne de Judo) - Érythrée (Eritrea) - Éthiopie (Judo & Ju-Jitsu Association (EJJA) (ETH)) - Gabon (Fédération Gabonaise de Judo) - Gambie (Gambia Judo Federation) - Ghana (Ghana Judo Association) - Guinée (federation guinéenne de judo) - Guinée-Bissau (Fédération Bissau Guinéenne de Judo) - Côte d'Ivoire (Fédération Ivoirienne de Judo) - Kenya (Kenya Judo Association) - Lesotho (Lesotho) - Liberia (Liberian Judo Federation) - Libye (Libyan Judo Federation) - Madagascar (Fédération Malgache de Judo) - Malawi (Judo Association of Malawi) - Mali (Fédération Malienne de Judo et Disciplines associées) - Mauritanie (Federation Mauritanienne de Judo) - Maurice (Mauritius Judo Federation) - Maroc (Fédération Royale Marocaine de Judo) - Mozambique (Mozambique Judo Federation) - Namibie (Namibian Amateur Judo Association) - Niger (Niger Judo Federation) - Nigeria (Nigeria Judo Federation) - Rwanda (Rwanda Judo Federation) - Sao Tomé-et-Principe (Sao Tome and Principe Federation) - Sénégal (Fédération Sénégalaise de Judo et de Disciplines Associées) - Seychelles (Seychelles Judo Federation) - Sierra Leone (Sierra Leone Judo Association) - Somalie (Somali Judo Federation) - Afrique du Sud (Judo South Africa) - Soudan du Sud (South Sudan Judo Federation) - Soudan (Sudan Judo & Jujitsu Federation) - Eswatini (Swaziland Judo Federation) - Tanzanie (Tanzania Judo Association) - Togo (Fédération Togolaise de Judo) - Tunisie (Fédération tunisienne de judo) - Ouganda (Ouganda Judo Association) - Zambie (Zambia Judo Association) - Zimbabwe (Judo Association of Zimbabwe) | - Argentine (Confederacion Argentina de Judo) - Aruba (Aruba Judo Association) - Bahamas (Bahamas Judo Federation) - Barbade (Barbados Judo Association) - Belize (Judo Belize Federation) - Bolivie (Bolivian Judo Federation) - Brésil (Confederação Brasileira de Judô) - Canada (Judo Canada) - Chili (Federacion de Judo de Chile) - Colombie (Federacion Colombiana de Judo) - Costa Rica (Federacion Costarricense de Judo) - Cuba (Federacion Cubana de Judo) - Curaçao (Curacao) - République dominicaine (Dominican Republic Judo Federation) - Équateur (Federacion Ecuatoriana de Judo) - Salvador (Salvadorian Judo Federation) - Guatemala (Federación Deportiva Nacional de Judo de Guatemala) - Guyana (Guyana Judo Association) - Haïti (Federation Haitienne de Judo) - Honduras (Federaciona Nacional Hondureña de Judo) - Jamaïque (Jamaica Judo Federation) - Mexique (Federacion Mexicana de Judo) - Antilles néerlandaises (Netherlands Antilles) - Nicaragua ( Federación de Judo de Nicaragua) - Panama (Federación Unida de Judo de Panama) - Paraguay (Paraguayan Judo Federation) - Pérou (Federación Peruana de Judo) - Porto Rico (Federación Puertorriqueña de Judo) - Sainte-Lucie (Saint Lucia Judo Association) - Saint-Martin (SINT. MAARTEN JUDO FEDERATION) - Suriname (Suriname Judo Federation) - Trinité-et-Tobago (Trinidad & Tobago Judo Federation) - États-Unis (USA Judo) - Uruguay (Federación Uruguaya de Judo) - Venezuela (Federacion Venezolana de Judo) | - Afghanistan (Afganistan Judo Federation) - Bahreïn (Judo Federation Bahrain) - Bangladesh (Bangladesh Judo federation) - Bhoutan (Bhutan Judo Association) - Cambodge (Cambodian Judo Federation) - Chine (Chinese Judo Association) - Chinese Taipei (Chinese Taipei Judo Federation) - Corée du Nord (North Korea) - Hong Kong (The Judo Association of Hong Kong, China) - Inde (Judo Federation of India) - Indonésie (Indonesia Judo Federation) - Iran (Islamic Republic of Iran Judo Federation) - Irak (Iraqi Judo Federation) - Japon (All Japan Judo Federation) - Jordanie (Jordan Judo Federation) - Kazakhstan (Kazakhstan Judo Federation) - Koweït (Kuwait Judo Federation) - Kirghizistan (The National Judo Federation of Kyrgyzstan) - Laos (Lao Judo Federation) - Liban (Federation Libanaise de Judo) - Macao (Macau Judokan) - Malaisie (Malaysia Judo Federation) - Maldives (Maldives) - Mongolie (Mongolian Judo Association) - Birmanie (Myanmar Judo Federation) - Népal (Nepal Judo Association) - Oman (Oman) - Pakistan (Pakistan Judo Federation) - Palestine (Palestinian Judo Federation) - Philippines (Philippine Judo Federation) - Qatar (Qatar Teakwondo, Judo & Karate Federation) - Arabie saoudite (Saudi Judo Federation) - Singapour (Singapore Judo Federation) - Corée du Sud (Korea Judo Association) - Sri Lanka (National Olympic Committee of Sri Lanka) - Syrie (Syrian Judo Federation) - Tadjikistan (Tajikistan Judo Federation) - Thaïlande (Judo Association of Thailand Under The Patronage of His Majesty The King) - Timor oriental (Timor-Leste) - Turkménistan (Judo Federation of Turkmenistan) - Émirats arabes unis (UAE Wrestling & Judo Federation) - Ouzbékistan (Judo Federation of Uzbekistan) - Viêt Nam (Vietnam Judo Association) - Yémen (Yemen Judo Federation) | - Albanie (Albanian Judo Federation) - Andorre (Federacio Andorran de Judo i Jujitsu) - Arménie (Armenia Judo Federation) - Autriche (Austrian Judo Federation) - Azerbaïdjan (Azerbaijan Judo Federation) - Biélorussie (Belarusian Judo Federation) - Belgique (Belgian Judo Federation) - Bosnie-Herzégovine (Judo Federation of Bosnia and Herzegovina) - Bulgarie (Bulgarian Judo Federation) - Croatie (Croatian Judo Federation) - Chypre (Cyprus Judo Federation) - Tchéquie (Czech Judo Federation) - Danemark (Danish Judo Federation) - Estonie (Estonian Judo Association) - Îles Féroé (Judo Faroe Islands) - Finlande (Finnish Judo Association) - France (Fédération française de judo) - Géorgie (Georgian Judo Federation) - Allemagne (Deutscher Judo-Bund e.V.) - Grande-Bretagne (British Judo Association) - Grèce (Hellenic Judo Federation) - Hongrie (Hungarian Judo Association) - Islande (Judo Federation of Iceland) - Irlande (Irish Judo Association) - Israël (Israel Judo Association) - Italie (Federazione Italiana Judo Lotta Karate Arti Marziali) - Kosovo (Kosova Judo Federation) - Lettonie (Latvian Judo Federation) - Liechtenstein (Liechtensteiner Judoverband) - Lituanie (Lithuanian Judo Federation) - Luxembourg (Fédération Luxembourgeoise Arts Martiaux) - Macédoine du Nord (Judo Federation of Macedonia) - Malte (Malta Judo Federation & Associated Disciplines) - Moldavie (Judo Federation of Republic of Moldova) - Monaco (Fédération Monégasque de Judo) - Monténégro (Montenegro Judo Federation) - Pays-Bas (Judo Bond Nederland) - Norvège (Norwegian Judo Federation) - Pologne (Polish Judo Association) - Portugal (Portuguese Judo Federation) - Roumanie (Romanian Judo Federation) - Russie (Russian Judo Federation) - Saint-Marin (San Marino) - Serbie (Judo Federation of Serbia) - Slovaquie (Slovak Judo Federation) - Slovénie (Slovenian Judo Federation) - Espagne (Royal Spanish Judo Federation) - Suède (Swedish Judo Federation) - Suisse (Swiss Judo & Ju-Jitsu Federation) - Turquie (Turkish Judo Federation) - Ukraine (Ukrainian Judo Federation) | - Samoa américaines (American Samoa Judo Assiciation) - Australie (Judo Federation of Australia) - Îles Cook (Cook Islands Judo Association) - Fidji (FIJI Judo Association) - Polynésie française (Fédération Polynésienne de Judo) - Guam (Guam Judo Association) - Kiribati (Kiribati Judo Federation) - Marshall (Marshall Islands Judo Association) - Nauru (Nauru Judo Association) - Nouvelle-Calédonie (Ligue de Judo de Nouvelle-Calédonie) - Nouvelle-Zélande (New Zealand Judo Federation Inc.) - Niue (Niue Island Judo Association) - Île Norfolk (Norfolk Island) - Îles Mariannes du Nord (Northern Marianas Judo Association) - Palaos (Palau Judo Federation) - Papouasie-Nouvelle-Guinée (Papua New Guinea Judo Federation) - Samoa (Judo Association of Samoa) - Salomon (Solomon Islands Judo Association) - Tonga (Tonga Judo Association) - Vanuatu (Judo Federation of Vanuatu) |

## Liste des présidents
| Nom                 | Pays             | Période     |
| ------------------- | ---------------- | ----------- |
| Aldo Torti          | Italie           | 1951        |
| Risei Kano          | Japon            | 1952/1965   |
| Charles Palmer      | Royaume-Uni      | 1965/1979   |
| Shigeyoshi Matsumae | Japon            | 1979/1987   |
| Sarkis Kaloghlian   | Argentine        | 1987/1989   |
| Lawrie Hargrave     | Nouvelle-Zélande | 1989/1991   |
| Luis Baguena        | Espagne          | 1991/1995   |
| Yong-Sung Park      | Corée du Sud     | 1995/2007   |
| Marius Vizer        | Roumanie         | Depuis 2007 |